# Объединение Северной и Южной Осетии
Вопрос об объединении Северной Осетии (субъект федерации России) и Южной Осетии (частично признанное государство), с вхождением объединенного региона в состав России неоднократно поднимался официальными лицами как Южной, так и Северной Осетии.
В 2022 году были предприняты некоторые шаги, направленные на организацию референдума о вхождении Южной Осетии в состав России, однако в итоге от проведения референдума было решено отказаться.
Южная Осетия — частично признанное государство. Согласно административно-территориальному делению Грузии территория, на которой расположена республика, относится к части территорий краёв Шида-Картли, Мцхета-Мтианети, Имеретия и Рача-Лечхуми и Нижняя Сванетия. Грузия считает, что территория региона оккупирована Россией, и не признает референдум законным.

## История вопроса
Исторически основная часть Осетии была расположена на территории Северного Кавказа, тогда как большая часть современной Южной Осетии входила в состав различных грузинских государств и была заселена осетинами лишь в XVI—XIX веках. До 1830 года горная (Южная) Осетия оставалась вне сферы контроля царской администрации, хотя номинально считалась владением России.
Фактическое присоединение Южной Осетии произошло в 1830 году после сокрушительной военной экспедиции русских войск во главе с генералом Ренненкампфом. В 1843 году на территории Южной Осетии в составе Тифлисской губернии был образован Осетинский округ, в состав которого входила часть территории современной Российской Федерации; административное управление Осетинским округом осуществлялось Джавским окружным начальником и начальником Горских народов. Включение Южной Осетии в административно-территориальную систему Российской империи не сопровождалось признанием Россией какой-либо зависимости Южной Осетии от Грузии.
С приходом советской власти Осетия была разделена на две части — часть севернее хребта попала под юрисдикцию РСФСР, южнее — Грузинской ССР.
В 1921 северная часть Осетии стала частью Горской Советской Республики, получила статус автономной области в 1924 и в 1936 была преобразована в Северо-Осетинскую Автономную Советскую Социалистическую Республику.
В 1918 году Грузия восстановила утраченную государственную независимость и в составе новообразованной Демократической республики Грузия, Цхинвальский регион, как и в 1867—1917 годах, был распределён между двумя административными единицами республики — Горийским и Душетским уездами. В мае 1920 года Юго-Осетинский комитет большевистской партии поднял ещё одно восстание. Большевики, провозгласив Советскую власть, выдвинули требование о вступлении региона в состав России. Как и во время предыдущего восстания, в 1918 году, и на этот раз большая часть местного осетинского населения поддержала восстание. Власти Грузинской Демократической республики предприняли ответные меры и отправили в Цхинвал войска для его подавления. При содействии местного грузинского населения правительственные войска за короткое время одержали победу, а осетинских большевистских руководителей изгнали в Россию. В один пункт региона — село Рока — были введены военные отряды из Москвы, но вследствие проведённых Грузинскими властями энергичных дипломатических мероприятий, а также давления международных организаций, военные отряды были отозваны обратно в Москву. Осетинские граждане, которые принимали участие в восстании (20 000 чел.), покинули Грузию и перебрались в Россию. В 1918—1920 годах в Южной Осетии произошло три крупных антиправительственных восстания. Все три восстания проходили под лозунгом установления советской власти и присоединения Южной Осетии к РСФСР.
Наиболее мощным было восстание 1920 года. 23 марта 1920 года на заседании Кавказского краевого комитета РКП(б) было принято решение о провозглашении Советской власти в Южной Осетии и организации Юго-Осетинского ревкома. Было решено распустить Национальный совет Южной Осетии и сформировать вооружённый отряд. По этому же решению в распоряжение ревкома было передано 100 тысяч рублей. 6 мая 1920 года Юго-Осетинский ревком принял решение — «подчиняясь приказу Кавказского краевого комитета, признаём необходимым объявить Советскую власть пока в Рокском районе, закрыть ущелья, обороняясь от врагов трудового народа … присоединиться к РСФСР… о чём известить Москву и демократическую Грузию».
В ноте российского Наркома иностранных дел правительству Грузии от 17 мая 1920 года говорилось: «В Южную Осетию, где провозглашена Советская Республика, направлены для уничтожения таковой власти грузинские войска. Мы настаиваем, если это верно, то отозвать свои войска из Осетии, ибо считаем, что Осетия должна иметь у себя ту власть, которую она хочет». В ответной ноте грузинское правительство высказалось в том духе, что в Грузии нет Южной Осетии.
В Южной Осетии знали об этой переписке и надеялись на более активную поддержку Советской России. В меморандуме трудящихся Южной Осетии от 28 мая 1920 года говорится: «Южная Осетия является и должна остаться неотъемлемой частью свободной советской большевистской России».
Южноосетинские повстанцы и направленная им на помощь из Советской России южноосетинская бригада перешли перевал 6 июня и разгромили грузинские войска возле Джавы. На следующий день после упорных наступательных боёв было нанесено поражение грузинским войскам возле Цхинвала, и город был взят. 8 июня 1920 года ревком провозгласил в Южной Осетии Советскую власть.
Советское грузинское правительство, установленное усилиями 11-й армии РККА в 1921 году, создало в апреле 1922 года Юго-Осетинскую автономную область.
Несмотря на требования осетинского большинства, советское руководство во главе со Сталиным отказалось от создания единой осетинской автономии, которая включала бы Южную и Северную Осетию, в составе РСФСР.
Президент Южной Осетии Анатолий Бибилов заявлял, что в 1930-е годы «вся интеллигенция хотела вернуться в состав РСФСР», а в 1950-х даже появилось студенческое движение, выступавшее за возвращение в состав российской союзной республики.
Конфликт за самоопределение Южной Осетии разгорелся в конце 1980-х — начале 1990-х. При этом критики Горбачёва (в частности, председатель Верховного Совета Абхазии в изгнании Джемал Гамахария) характеризовали его как одного из инициаторов грузино-абхазского и грузино-осетинского конфликтов.
21 декабря 1991 года Верховный Совет Южной Осетии, преобразованной годом ранее из Юго-Осетинской автономной области принимает Декларацию о независимости Республики Южная Осетия.

## Современность

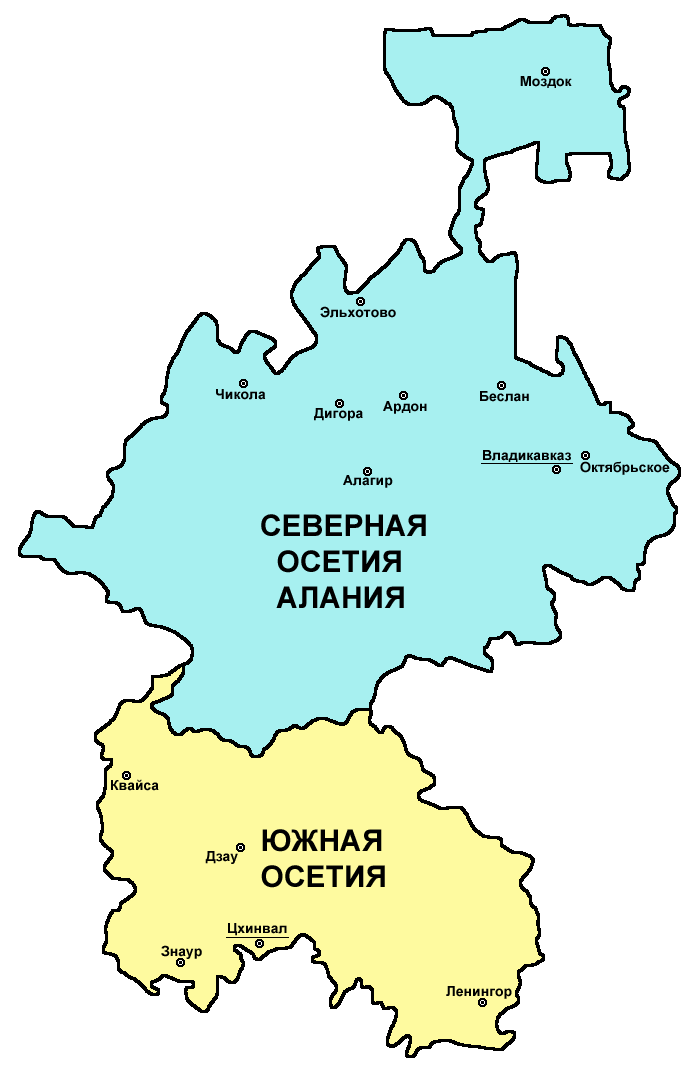
Карта Осетии.
Страны:
Северная Осетия (Россия) / Южная Осетия

19 января 1992 года в рамках референдума о независимости Южной Осетии, впервые была поднята тема воссоединения Южной Осетии с Россией. На вопрос «Согласны ли Вы с решением Верховного Совета Республики Южная Осетия от 1 сентября 1991 г. о воссоединении с Россией?» 99,89 % участников референдума ответили положительно.
Конституция Южной Осетии принятая в 2001 году в статье 10 (в отличие от Конституции Абхазии) предполагает вступление в союз с другими государствами, а также передачу органам союза части своих полномочий. Таким образом предполагается отказ от курса независимости. Также статья 8 говорит об отношениях с Республикой Северная Осетия — Алания на основе этнического, национального, историко-территориального единства, социально-экономической и культурной интеграции.
Однако 12 ноября 2006 года в республике был проведён референдум о независимости Южной Осетии. Большинство проголосовало за сохранение статуса независимого государства. Хотя в этом случае речь шла о независимости от Грузии.
По итогу войны в Грузии в августе 2008 года Российская Федерация первой признала независимость РЮО, а по результатам референдума 2011 года русскому языку был придан статус государственного.
Желательность воссоединения Осетии в рамках РФ обсуждалась в Южной Осетии регулярно — в частности, своей заветной мечтой назвал воссоединение ЮО и РСО-А президент Леонид Тибилов при вступлении в должность в 2012 году.
Президент республики Анатолий Бибилов утверждал, что возможность вхождения в состав России была в 2014 году, когда по итогам референдума с Россией «воссоединился» Крым.
4 апреля 2016 года президент Южной Осетии Леонид Тибилов объявил о проведении референдума о вхождении РЮО в состав Российской Федерации. Сперва референдум был назначен на октябрь 2016 года, а затем на 2017 год, однако снова был отложен на неопределённый срок, в связи с необходимостью учитывать интересы ДНР и ЛНР, экономические связи с которыми сложились за эти годы.
20 января 2018 года было принято решение о расформировании Вооружённых сил РЮО и вхождении их в состав Вооружённых сил России.

### 2022 год
На фоне вторжения России на Украину и после высказывания глав ДНР и ЛНР о возможном вхождении республик Донбасса в состав России, 30 марта 2022 года Спикер парламента Южной Осетии Алан Тадтаев анонсировал референдум о вхождении в состав России «в ближайшее время», а пресс-секретарь президента Анатолия Бибилова сообщила, что референдум пройдёт после выборов главы государства, которые состоятся 10 апреля.
31 марта Анатолий Бибилов сообщил, о том, что Южная Осетия может объединиться с Северной в случае вхождения в состав РФ. В тот же день Глава Северной Осетии Сергей Меняйло поддержал возможность объединения республик.
5 апреля инициативная группа в составе президента РЮО Анатолия Бибилова, экс-президента Леонида Тибилова, спикера парламента Алана Тадтаева, а также политических и общественных деятелей республики направила в Центральную избирательную комиссию республики Южная Осетия ходатайство о регистрации инициативной группы по референдуму о вхождении республики в состав России.
В тот же день Анатолий Бибилов заявил, что одновременного с вхождением в РФ объединения Осетий ожидать не стоит, следовательно необходимо провести два референдума: первый — по вопросу присоединения к России и второй — по вопросу объединения с Северной Осетией, причём референдум по вопросу объединения двух регионов должен состояться и в Северной Осетии.
30 апреля кандидат в президенты республики, занявший первое место в первом туре президентских выборов 2022 года, Алан Гаглоев заявил, что «решение о проведении референдума по вхождению Южной Осетии в состав России нельзя принимать в одностороннем порядке, нужно заручиться поддержкой РФ» и что референдум 1992 года «с точки зрения международного права был проведён безупречно. Грузия не была тогда членом ООН, международно признанной страной. На основании этих документов Россия признала нашу независимость, и они имеют достаточную юридическую силу и для воссоединения», но «если нужен ещё один референдум — его проведёт любой избранный президент, потому что такова воля нашего народа».
8 апреля в Цхинвале была проведена встреча инициативной группы по проведению референдума, в которой приняли участие глава РСО-А Сергей Меняйло, сенатор от Северной Осетии в Совете Федерации Таймураз Мамсуров, депутаты Госдумы Артур Таймазов, Зураб Макиев и Казбек Тайсаев, заместитель председателя парламента Северной Осетии Асланбек Гутнов, глава Кабардино-Балкарской республики Казбек Коков, губернатор Ставропольского края Владимир Владимиров и председатель парламента Карачаево-Черкесской республики Александр Иванов.
13 мая Анатолий Бибилов объявил о назначении референдума на 17 июля 2022 года. Однако, в Государственной думе заявили, что референдум должен назначать действующий глава страны, а не проигравший выборы президент, и что решение принято преждевременно.
Вместе с тем 14 мая депутат Государственной думы Николай Новичков назвал возможной датой проведения референдума о вхождении Южной Осетии в состав России единый день голосования 11 сентября 2022 года. Также депутат отметил, что в этот день могут пройти аналогичные референдумы в Донецкой и Луганской Народных Республиках, а также Херсонской области.
30 мая Гаглоев приостановил указ о референдуме по присоединению к России.

#### Международная реакция
- Россия — в Совете Федерации и Государственной Думе заявили, что в российском законодательстве нет никаких препятствий правового характера для вхождения РЮО в состав РФ, а все необходимые процедуры были отработаны ещё 20 лет назад: в 2001 году был принят федеральный конституционный закон, которым была чётко прописана процедура принятия в РФ государств или их части в качестве субъектов РФ, а также объединения различных субъектов РФ для создания новых субъектов Федерации. На основании этого закона в 2014 году произошла аннексия Крыма Россией, и в составе РФ были образованы новые субъекты — Республика Крым и город Севастополь[34]. Однако предложение о референдуме в Южной Осетии и её присоединении к России планируется по завершении войны на Украине[35].
  -  Пресс-секретарь президента России Дмитрий Песков заявил, что «речь идёт о выражении мнения народа Южной Осетии, и мы с уважением к нему относимся»[36].
- Грузия — глава грузинского МИДа Давид Залкалиани заявил, что референдум в оккупированном Цхинвали не будет иметь юридической силы[37].
- США — представитель Государственного департамента США Нед Прайс заявил, что США не будут считать легитимными решения Российской Федерации о будущем Южной Осетии[38].
- Республика Абхазия — спикер парламента частично признанной Абхазии Валерий Кварчия заявил, что республика не намерена входить в состав России, так как Конституция Абхазии не может быть изменена, если речь идёт о ликвидации независимости республики, а на референдуме о вхождении Южной Осетии в Россию речь идёт о воссоединении единого осетинского народа[39].
- ДНР — глава самопровозглашённой Донецкой Народной Республики Денис Пушилин поддержал намерение Южной Осетии войти в состав России[40].